# 星毛崖摩
星毛崖摩（学名：Amoora stellata）为楝科崖摩属下的一个种。